# Latarnia morska Narva-Jõesuu
Latarnia morska Narva-Jõesuu – (est. Narva-Jõesuu tuletorn) latarnia morska usytuowana na wybrzeżu Morza Bałtyckiego u ujścia Narwy. Na liście świateł nawigacyjnych Estonii - rejestrze Urzędu Transportu Morskiego (Veeteede Amet) w Tallinnie - ma numer 1.
Pierwsza latarnia morska w Narva-Jõesuu istniała już w XVII wieku z powodu strategicznego położenia na granicy z Rosją. W 1808 roku z inicjatywy rosyjskiej marynarki wojennej zbudowano 16-metrową kamienną wieżę latarni. W latach siedemdziesiątych XIX wieku przeprowadzono gruntowne remonty oraz podwyższono latarnię o 8 metrów.  Nowa laterna została zainstalowana w 1886 roku, a w 1903 roku zmodernizowano mechanizm latarni.  
Wieża latarni przetrwała do 1941 roku, kiedy to wycofujące się przed Niemcami oddziały radzieckie zniszczyły latarnię. W 1957 roku z prefabrykowanych żelbetonowych elementów, zbudowano nową latarnię, o wysokości 31 metrów.